# Blidensol

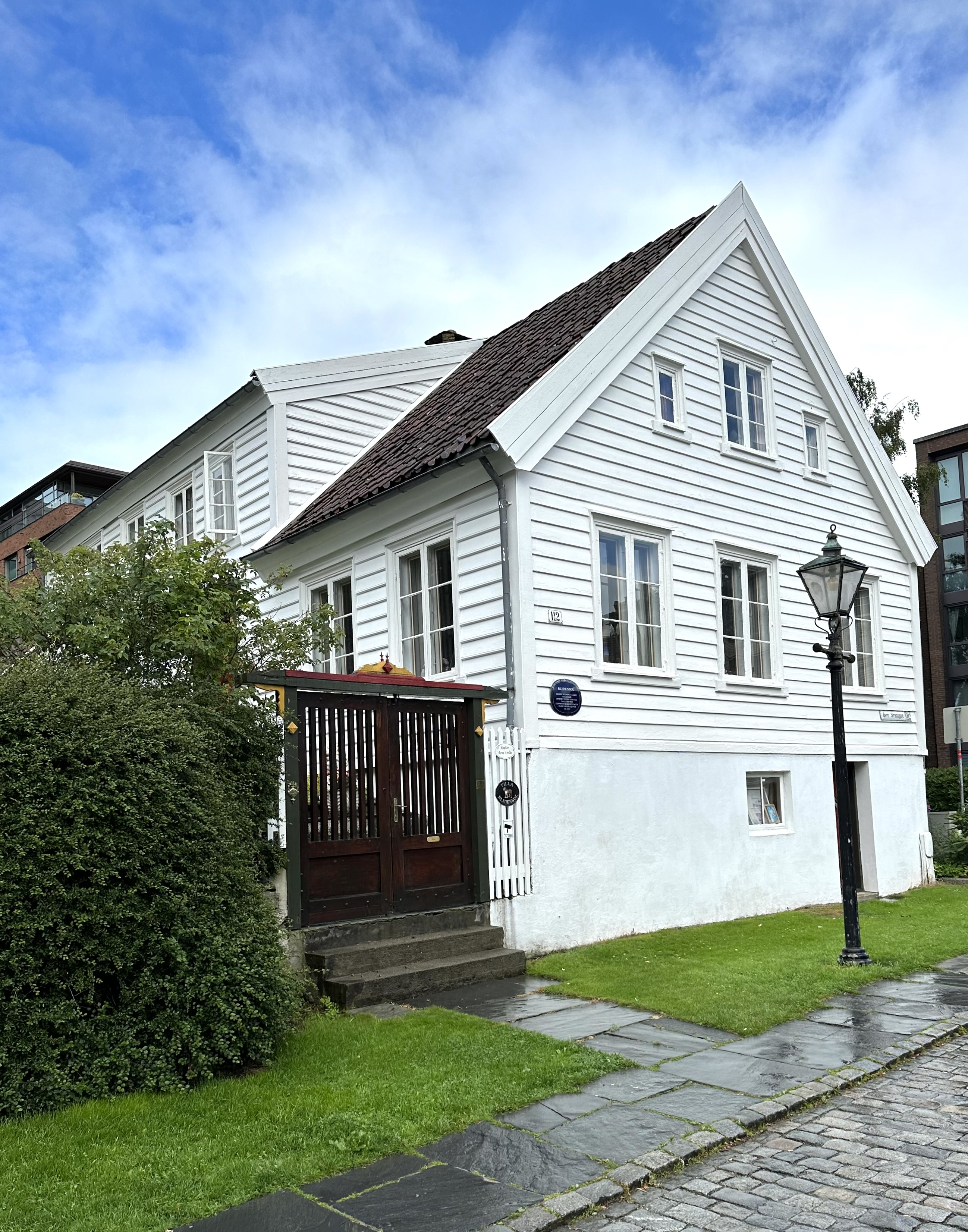
Blidensol, 2023

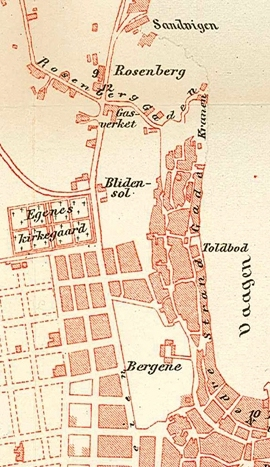
Karte mit Blidensol von 1889

Blidensol ist ein Wohnhaus in der norwegischen Stadt Stavanger und gehört zum Denkmalbereich Gamle Stavanger. Es ist das älteste Haus in diesem Bereich.

## Lage
Das Gebäude befindet sich am nördlichen Ende von Gamle Stavanger, westlich des Hafens Vågen auf der Westseite der Straße Øvre Strandgate, an der Adresse Øvre Strandgate 112.

## Architektur und Geschichte
Das Haus entstand als Bauernhaus eines Bauernhofs, der den größten Teil des heutigen Gamle Stavanger umfasste. Eine erste urkundliche Erwähnung ist auf einer Karte des Stadtschreibers Ulric Frideric Aagaard von 1726 überliefert, auf der auch der Hof Blidensol dargestellt ist. Das Haus entstand vermutlich Anfang des 18. Jahrhunderts. Es gibt jedoch Vermutungen, dass der östliche, zur Øvre Strandgate ausgerichtete Bereich, noch älter ist. Das Haus umfasst eine Wohnfläche von etwa 150 m².
Im Haus wohnte der wohlhabende Geschäftsmann Lauritz Smith (1680–1758), während der Pächter wohl im oberen Geschoss lebte. Smith ist der erst überlieferte Eigentümer. Die Familie Smith nutzte das Haus zunächst nur als Erholungsgrundstück, wohnte dann aber ganzjährig hier. Zur Familie gehörten 16 Kinder. Besonders bekannt war jedoch der Vater von Lauritz Smith, der schottische Maler und Schnitzer Andrew L. Smith, der für den Dom von Stavanger bedeutende Werke schuf. Die Familie Smith bewohnte Blidensol bis 1825.
Im Laufe des 19. Jahrhunderts kam es zu Umbauten am Haus. Es wird angenommen, dass der Maler Lars Hertervig im Nebengebäude des Hofs arbeitete.
1885 erwarb der Großhändler Gabriel Sørbø das Anwesen. Seine Tochter Maria Sørbø betrieb hier, im heutigen prächtig gestalteten Esszimmer, ein Kolonialwarengeschäft. Die unverheiratete Maria diente Leiv Isaksen als Vorbild für die Maktå in seiner Stavanger-Komödie Maktå på Straen. Vermutlich wurde als verbotenes Sortiment auch Alkohol im Ladengeschäft der Maria Sørbø angeboten.
Um 1900 lebten vier Familien mit insgesamt 19 Personen im Haus. Die Familie Sørbø blieb bis 1974 Eigentümerin des Hauses. Das Gebäude verfiel dann und wurde Mitte der 1980er Jahre von Rechtsanwalt Christen Iben Minos erworben. Die Eheleute Minos sanierten das Haus. Während Küche, Bad und Toilette auf einen modernen Stand gebracht wurden, wurde im Übrigen sehr auf die Bewahrung des historischen Stils geachtet. Die Farbgebung wurde auf die des 18. Jahrhunderts zurückgeführt.
Anfang des 21. Jahrhunderts gehörte das Haus Else Sørlie und ihrem Ehemann, dem Künstler Arne Sørlie.
Südlich des Hauses befindet sich ein Garten.